# ناحیه ریچانی
ناحیه ریچانی (به لاتین: Rîșcani District) یک منطقهٔ مسکونی در مولداوی است که در مولداوی واقع شده‌است. ناحیه ریچانی ۹۳۶ کیلومتر مربع مساحت و ۵۹٬۲۲۶ نفر جمعیت دارد و ۲۸۰ متر بالاتر از سطح دریا واقع شده‌است.